# Карабаны (Брестская область)
Карабаны́ (бел. Карабаны) — деревня в Брестском районе Брестской области Белоруссии. Входит в состав Чернинского сельсовета.

## История
В XIX веке — небольшая казённая деревня в Кобринском уезде Гродненской губернии. 1870 году относилась к Пятковской сельской общине, 8 ревизских душ. В 1897 году — 6 дворов. В 1905 году — деревня Збироговской волости Кобринского уезда. После Рижского мирного договора 1921 года — в составе гмины Збироги Брестского повята Полесского воеводства Польши, 3 двора. С 1939 года — в составе БССР.